# Тошкатль

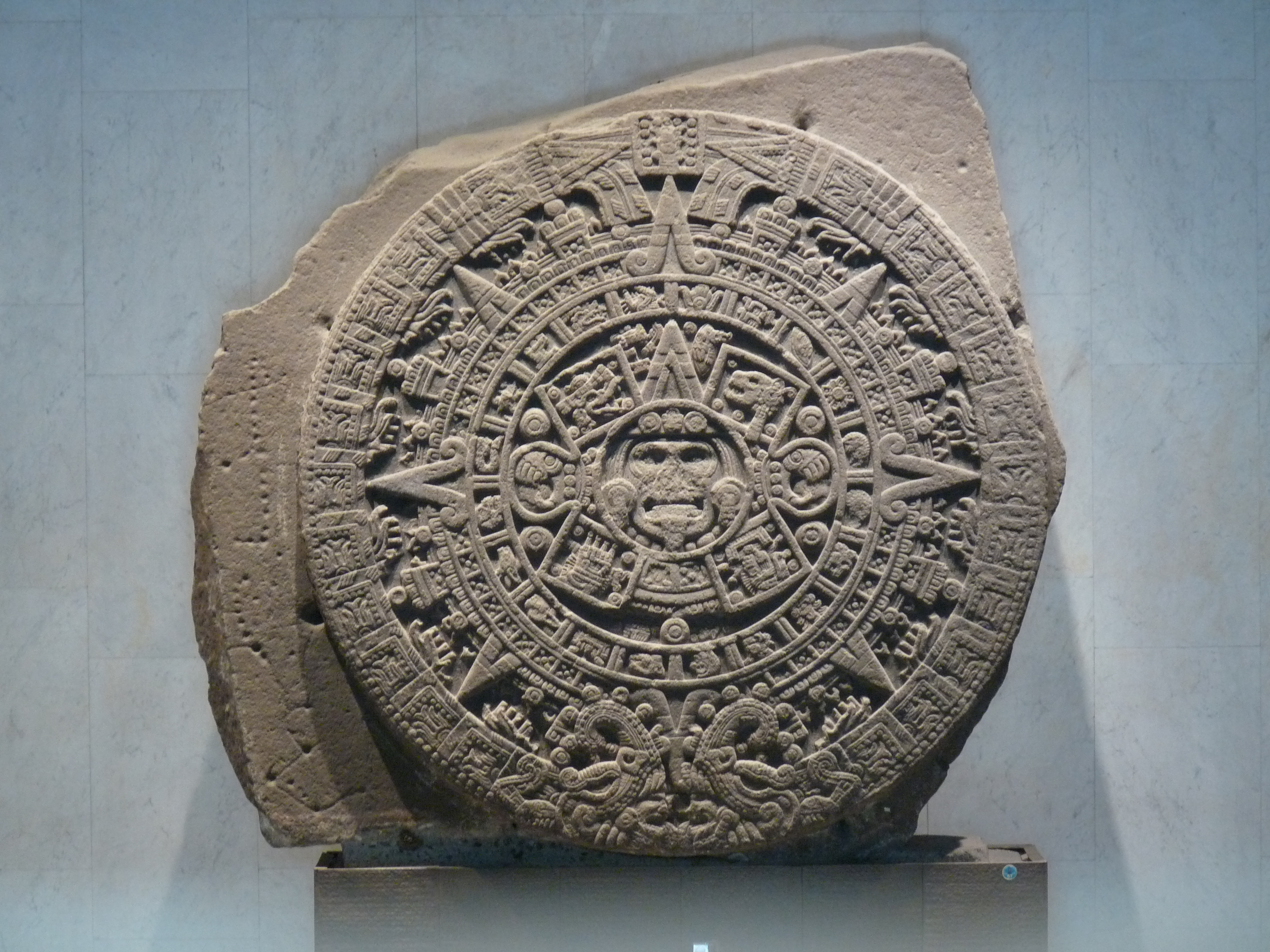
Монолит Камня Солнца, также называемый Календарём ацтеков (Национальный музей антропологии и истории, Мехико)

Тошкатль (произношение на науатле: [ˈtoːʃkat͡ɬ], в переводе: «засуха») — пятый двадцатидневный месяц («вейнтена») ацтекского календаря шиупоуалли, который длился примерно с 5 по 22 мая. Также название праздника, посвящённого богу Тескатлипоке, каждый год проводившегося в этом месяце. Одним из элементов праздника было человеческое жертвоприношение: в жертву приносили юношу, который целый год (с прошлого праздника) олицетворял божество.
Бойня в Великом Храме Теночтитлана, поворотный момент в испанском завоевании Мексики в 1520 году, произошла, когда испанцы, которых ацтеки терпели в качестве гостей в Теночтитлане, вырезали более шестисот безоружных представителей ацтекской знати во время празднования Тошкатля. Бойня спровоцировала восстание ацтеков и привела к тому, что через несколько недель конкистадоры бежали из города, понеся крупные потери.

## Календарь
Календарь ацтеков состоял из двух циклов: шиупоуалли (аст. xiuhpohualli, что значит «счёт лет», соответствует хаабу у майя) и ритуального 260-дневного тональпоуалли (аст. tonalpohualli, что значит «счёт дней» или «счёт судеб», соответствует цолькину у майя). Шиупоуалли и тональпоуалли совпадали каждые 52 года, образуя так называемый «век», называвшийся «Новым Огнём». Ацтеки верили, что в конце каждого такого 52-летнего цикла миру угрожает опасность быть уничтоженным, поэтому начало нового ознаменовывалось особыми торжествами. Сто «веков», в свою очередь, составляли 5200-летнюю эру, называвшуюся «Солнцем».
365-дневный шиупоуалли состоял из 18 двадцатидневных «месяцев» (или veintenas) плюс дополнительные 5 дней в конце года. В некоторых описаниях календаря ацтеков говорится, что он также включал високосный год, который позволял календарному циклу оставаться в соответствии с одними и теми же аграрными циклами из года в год. Но в других описаниях говорится, что високосный год был неизвестен ацтекам, и что соотношение месяцев и астрономического года со временем менялось.
Во всяком случае, из описаний испанских конкистадоров, которые были свидетелями празднования Тошкатля в 1520 году, мы знаем, что праздник пришёлся на май.

## Этимология
По словам Фрая Диего Дурана, название Toxcatl переводится как «засуха» и происходит от глагола toxcahuia, означающего «увядать от жажды» на языке науатль. С тех пор было предложено множество других значений этого названия, многие из которых связаны с ожерельями из жареной кукурузы, которые индейцы носили во время праздников. Ацтеки также использовали название Tepopochtli («курение» или «окуривание») для обозначения месяца тошкатль. Название этого месяца в других мезоамериканских культурах часто связано с дымом, паром или облаками. Слово отоми для праздника — Atzibiphi, (biphi означает «дым»), а какчикель — Cibixic, что означает «облачный дым». Однако слово матлацинка для праздника было Unditini, что означает «мы собираемся жарить кукурузу».

## Праздник
Ритуалы, которые ацтеки проводили во время праздника Тошкатль, описаны Бернардино де Саагуном во Флорентийском кодексе, в «Описании богов и обрядов» Фрая Дурана и в хронике Хуана Баутисты де Помара.
Самой важной частью праздника был ритуал принесения в жертву молодого человека, который олицетворял Тескатлипоку с последнего праздника Тошкатль, и выбор нового юноши, который возьмёт на себя эту роль в следующем году.
Юноша, выбранный в качестве ишиптлатли (имитатора) Тескатлипоки, обычно был военнопленным. Его учили придворной речи, пению и игре на флейте. В течение всего года он шествовал по улицам Теночтитлана, и к нему относились с большим почтением. Его кожа была окрашена в чёрный цвет, он был одет в драгоценные украшения и расшитую хлопком одежду. Он носил подвеску в форме улитки, головной убор с орлиными перьями, бирюзовые браслеты и золотые колокольчики на лодыжках. Он ходил по городу, играя на флейте, куря табак и нюхая цветы, и люди приветствовали его как живой образ бога. В храме Quauhxicalco он иногда возжигал копаловые благовония и играл на флейте. Несколько раз в течение года он встречался с правителем ацтеков тлатоани, который ритуально украшал его. В месяц Уэйтосостли, который предшествовал Тошкатлю, он ритуально женился на четырех девушках, которые олицетворяли богинь Шочикетцаль, Шилонен, Коатликуэ и Уиштосиуатль, и жил с ними двадцать дней. За четыре дня до главной церемонии тлатоани уединялся в своём дворце, а подражатель Тескатлипоки и его четыре жены устраивали шествие по городу. На пятый день они отправлялись на каноэ в место под названием Акакильпан к храму Тлакочкалько («Дом дротиков»), где ишиптлатли некоторое время был предоставлен самому себе. В день жертвоприношения он поднимался по лестнице храмовой пирамиды, ломая на каждой ступеньке флейту. На вершине жрецы клали его на жертвенный камень, вскрывали грудь обсидиановым кинжалом и вынимали сердце. Потом юношу обезглавливали, а его череп устанавливался на цомпантли (стойке для черепа), с его тела сдирали кожу, а его плоть раздавали городской знати и съедали. Военнопленный, который должен был стать следующим ишиптлатли Тескатлипоки, также принимал участие в поедании плоти своего предшественника и, вероятно, также носил его кожу. Во время пира в жертву приносились и другие ишиптлатли божеств.
На протяжении всего праздника совершались подношения еды, цветов и других предметов. Традиционным танцем на празднике был «Прыжок Тошкатля». Мужчины также исполняли танец «Змея», а женщины — танец «Жареная кукуруза». Во время этих танцев мужчины и женщины целовались и играли. После танцев жрецы Тескатлипоки (тлатлаканауалтин) ритуально наносили шрамы участникам. Для праздника из амарантового теста изготавливалась фигура Уицилопочтли в человеческий рост, затем её раскрашивали, одевали и украшали золотыми украшениями — символами божества. Скульптура была установлена на переносной платформе. Служанки, которые делали тесто и украшали скульптуру, постились год в рамках своей ритуальной роли.

## Интерпретации
Эдуард Селер видел в ритуале Тошкатля символ смены времени года, представленный как смерть и возрождение Тескатлипоки. Он сравнивает Тошкатль с его эквивалентом киче, праздником Хуракана, который является празднованием Нового года. Мишель Граулич, который выступает за другую календарную корреляцию, помещает Тошкатль в осенние месяцы и рассматривает его как праздник урожая, дарующего изобилие кукурузы. Гилхем Оливье подчеркивает важность действий тлатоани в ритуале и рассматривает пир как способ для правителя принести достойную жертву правителю Тескатлипоке.